# The Good Life (Kashmir)
The Good Life è il terzo album in studio del gruppo rock danese Kashmir, pubblicato nel 1999.

## Tracce
1. Mom in Love & Daddy in Space – 4:32
2. Make It Grand – 4:34
3. Lampshade – 6:04
4. Graceland – 4:47
5. It's O.K. Now – 4:52
6. Miss You – 4:36
7. New Year's Eve – 4:39
8. Mudbath – 4:42
9. Gorgeous – 6:49
10. Kiss Me Goodbye – 4:04